# Lukáš Trefil
Lukáš Trefil (Praga, 21 de setembro de 1988) é um canoísta checo especialista em provas de velocidade.

## Carreira
Foi vencedor da medalha de bronze em K-4 1000 m em Londres 2012, junto com os seus colegas de equipa Daniel Havel, Josef Dostál e Jan Štĕrba.